# エリダヌス座ガンマ星
エリダヌス座γ星は、エリダヌス座の恒星で3等星。

## 概要
中心核では10億年以上前に水素の核融合を終えており、ヘリウムの核融合を始めるか既に炭素と酸素の核ができているかという段階にある。珍しい特徴の少ない標準的な赤色巨星で、他の特徴的な恒星との比較に用いられる。

## 名称
γ Eridani（略称はγ Eri）。固有名ザウラク (Zaurak)は、アラビア語で「ボート」を意味する zauraq を由来としている。これは伝統的な呼び名ではなく、エリダヌス座周辺のいくつかの星の描写に用いられた表現が、この恒星の呼び名として使われるようになったものである。ほうおう座α星にも同じ zaurak という名前が使われていたが、2016年7月20日に国際天文学連合の恒星の命名に関するワーキンググループ (Working Group on Star Names, WGSN) は、Zaurak をエリダヌス座γ星の固有名として正式に承認した。